# Morti nel 634
| Questa pagina contiene informazioni ricavate automaticamente dalle voci biografiche con l'ausilio del template Bio e di un bot. L'aggiornamento è periodico e automatico e ricostruisce completamente la pagina. Se manca una persona in questa lista, sei pregato di non aggiungerla, ma accertati piuttosto che la sua voce biografica contenga il template Bio e che i dati anagrafici siano correttamente compilati. Se il template Bio manca, inseriscilo tu stesso o, in alternativa, metti l'avviso {{tmp\|Bio}} che ne segnala la mancanza. Se i dati riportati sono sbagliati, correggi direttamente la voce biografica; le modifiche saranno visibili in questa lista entro pochi giorni. Per chiarimenti vedi il progetto biografie. La lista contiene solo le 9 persone che sono citate nell'enciclopedia e per le quali è stato implementato correttamente il template Bio. Pagina aggiornata al 18 mag 2025. |

- 23 agosto - Abū Bakr, sovrano arabo (n. 573)
- Abū l-ʿĀṣ Laqīṭ b. al-Rabīʿ, mercante arabo
- Cadwallon ap Cadfan, sovrano
- Eanfrith di Bernicia, sovrano inglese
- Llywarch Hen ap Elidyr, sovrano gallese (n. 534)
- Modesto di Gerusalemme, monaco cristiano bizantino
- Giovanni Mosco, monaco cristiano bizantino (n. 550)
- Umm 'Umara Nusayba
- Abu 'Ubayd ibn Mas'ud al-Thaqafi, condottiero arabo